# Boxa als Jocs Olímpics d'estiu de 1968
En els Jocs Olímpics d'Estiu de 1968 celebrats a Ciutat de Mèxic (Mèxic) es disputaren 11 proves de boxa, totes elles en categoria masculina. La competició es dugué a terme a l'Arena de Mèxic entre els dies 13 i 26 d'octubre de 1968.
En la competició de boxa participaren un total de 307 boxadors de 65 comitès nacionals diferents.

## Resum de medalles
| Prova     | Or                  | Argent              | Bronze               |
| - 48 kg   | Francisco Rodríguez | Jee Yong-Ju         | Harlan Marbley       |
| - 48 kg   | Francisco Rodríguez | Jee Yong-Ju         | Hubert Skrzypczak    |
| - 51 kg   | Ricardo Delgado     | Artur Olech         | Servílio de Oliveira |
| - 51 kg   | Ricardo Delgado     | Artur Olech         | Leo Rwabdogo         |
| - 54 kg   | Valerian Sokolov    | Eridadi Mukwanga    | Chang Kyou-Chul      |
| - 54 kg   | Valerian Sokolov    | Eridadi Mukwanga    | Eiji Morioka         |
| - 57 kg   | Antonio Roldán      | Alberto Robinson    | Ivan Mikhailov       |
| - 57 kg   | Antonio Roldán      | Alberto Robinson    | Philip Waruinge      |
| - 60 kg   | Ronald W. Harris    | Józef Grudzien      | Calistrat Cutov      |
| - 60 kg   | Ronald W. Harris    | Józef Grudzien      | Zvonimir Vujin       |
| - 63.5 kg | Jerzy Kulej         | Enrique Requeiferos | Arto Nilsson         |
| - 63.5 kg | Jerzy Kulej         | Enrique Requeiferos | James Wallington     |
| - 67 kg   | Manfred Wolke       | Joseph Bessala      | Mario Guilloti       |
| - 67 kg   | Manfred Wolke       | Joseph Bessala      | Vladimir Musalimov   |
| - 71 kg   | Boris Lagutin       | Rolando Garbey      | John Lee Baldwin     |
| - 71 kg   | Boris Lagutin       | Rolando Garbey      | Günther Meier        |
| - 75 kg   | Chris Finnegan      | Aleksei Kiselyov    | Al Jones             |
| - 75 kg   | Chris Finnegan      | Aleksei Kiselyov    | Agustín Zaragoza     |
| - 81 kg   | Daniel Poznyak      | Ion Monea           | Stanislaw Dragan     |
| - 81 kg   | Daniel Poznyak      | Ion Monea           | Georghi Stankov      |
| + 81 kg   | George Foreman      | Ionas Chepulis      | Giorgio Bambini      |
| + 81 kg   | George Foreman      | Ionas Chepulis      | Joaquín Rocha        |

## Medaller
| Posició | País           | Or | Argent | Bronze | Total |
| 1       | Unió Soviètica | 3  | 2      | 1      | 6     |
| 2       | Estats Units   | 2  | 1      | 4      | 7     |
| 3       | Mèxic          | 2  | 0      | 2      | 4     |
| 4       | Polònia        | 1  | 2      | 2      | 5     |
| 5       | Regne Unit     | 1  | 0      | 0      | 1     |
| 5       | RDA            | 1  | 0      | 0      | 1     |
| 5       | Veneçuela      | 1  | 0      | 0      | 1     |
| 8       | Cuba           | 0  | 2      | 0      | 2     |
| 9       | Corea del Sud  | 0  | 1      | 1      | 2     |
| 9       | Romania        | 0  | 1      | 1      | 2     |
| 9       | Uganda         | 0  | 1      | 1      | 2     |
| 12      | Camerun        | 0  | 1      | 0      | 1     |
| 13      | Bulgària       | 0  | 0      | 2      | 2     |
| 14      | Argentina      | 0  | 0      | 1      | 1     |
| 14      | Brasil         | 0  | 0      | 1      | 1     |
| 14      | Finlàndia      | 0  | 0      | 1      | 1     |
| 14      | Itàlia         | 0  | 0      | 1      | 1     |
| 14      | Iugoslàvia     | 0  | 0      | 1      | 1     |
| 14      | Japó           | 0  | 0      | 1      | 1     |
| 14      | Kenya          | 0  | 0      | 1      | 1     |
| 14      | RFA            | 0  | 0      | 1      | 1     |